# Kantarō Suzuki
Pour les articles homonymes, voir Suzuki (homonymie).
Kantarō Suzuki (鈴木 貫太郎, Suzuki Kantarō), né à Kube dans la province d'Izumi (de nos jours Sakai dans la préfecture d'Osaka) le 18 janvier 1868, mort le 17 avril 1948, est un officier de marine et homme d'État japonais. Amiral de la Marine impériale japonaise, il est premier ministre du Japon du 7 avril au 17 août 1945, et contribua à faire accepter par l'Empire sa reddition face aux Alliés à la fin de la Seconde Guerre mondiale.
Diplômé en 1884 de l'Académie navale impériale du Japon, Suzuki est promu enseigne de vaisseau, puis lieutenant en 1892. Il sert dans la première guerre sino-japonaise en 1894 et 1895. Attaché militaire en Allemagne de 1901 à 1903, il sert ensuite dans la guerre russo-japonaise. Vice-amiral, puis amiral, il est grand chambellan de l'Empereur de 1929 à 1936.

## Premier ministre
Opposant de toujours à la guerre contre les États-Unis, Suzuki devient premier ministre quand Kuniaki Koiso démissionne à la suite de l'offensive alliée de la bataille d'Okinawa.
Favorable à la reddition du Japon du fait de la situation militaire désastreuse de l'Empire, Suzuki ne peut cependant se permettre d'accepter ouvertement l'ultimatum lancé par les Alliés à l'issue de la conférence de Potsdam, en raison du poids persistant des bellicistes dans l'Armée japonaise. Le 28 juillet 1945, face aux questions des journalistes lors d'une conférence de presse, il emploie le terme "Mokusatsu" (pouvant être traduit, selon le contexte, par « Je traite cela par le mépris », « Pas de commentaires » ou « J'en prends note ».) pour définir l'attitude de son gouvernement face à l'ultimatum allié. 
Selon certains auteurs, ce terme ambigu pouvait être interprété comme un simple refus d'aborder ouvertement la question de la capitulation inconditionnelle, afin d'apaiser les militaires japonais : l'administration américaine traduit cependant cette expression comme un net rejet de l'ultimatum. Cette interprétation des propos de Suzuki, conjuguée à l'absence d'offre de négociation de la part de l'empire du Japon, sont parmi les facteurs qui mènent aux bombardements atomiques d'Hiroshima et de Nagasaki.

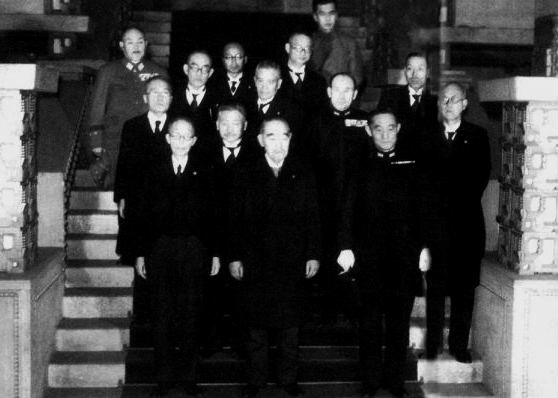
Le cabinet de Suzuki, avec Mitsumasa Yonai, à sa droite et Korechika Anami, à gauche de la dernière rangée.

Kantarō Suzuki contribue à négocier avec les Alliés la reddition du Japon, acceptée par l'empereur Hirohito. Il doit affronter une forte faction belliciste au sein de l'armée : les 14 et 15 août 1945, une tentative de coup d'État militaire a lieu, dans le but d'assassiner Suzuki, quelques heures avant l'allocution radiodiffusée de l'Empereur.
Deux jours après l'annonce de la reddition, Suzuki démissionne.